# 陈立纪
陈立纪（？—？），浙江新昌人，清朝政治人物。举人出身。
陈立纪曾于1810年接替苏献琛任娄县知县一职，1810年由仇晋接任。